# Julus walckenaerii
Julus walckenaerii är en mångfotingart som beskrevs av Brandt 1841. Julus walckenaerii ingår i släktet Julus och familjen kejsardubbelfotingar. Inga underarter finns listade i Catalogue of Life.